# Фертов, Александр
Алекса́ндр Фе́ртов (латыш. Aleksandrs Fertovs; род. 16 июня 1987, Рига) — латвийский футболист, полузащитник.

## Клубная карьера
Воспитанник футбольной школы «ЮФЦ Сконто».
Во взрослом футболе дебютировал в 2006 году выступлениям за «Олимп», в котором провел один сезон, приняв участие в 13 матчах чемпионата. Своей игрой за эту команду привлек внимание представителей тренерского штаба своего бывшего клуба «Сконто», в состав которого вернулся в 2008 году. Но проведя лишь один матч в чемпионате, Фертовс вернулся на правах аренды в «Олимп», где провел в 2008 году 17 матчей.
В состав «Сконто» вернулся в начале 2009 года и за последующие пять сезонов успел сыграть за рижский клуб 123 матча в национальном чемпионате, 5 игр в кубке страны (1 гол), 12 — в еврокубках и 6 — в Балтийской лиге (2 гола). За это время помог клубу выиграть национальный чемпионат (2010) и кубок (2012), а также трижды входил в символическую сборную чемпионата страны (2011, 2012 и 2013).
В январе 2014 года подписал контракт на два с половиной года с украинским клубом «Севастополь», взяв 87 номер. Дебютный гол забил 4 апреля 2014 года в матче лиги против полтавской «Ворсклы» (1-0). 26 июня 2014 года клуб утратил своего единственного спонсора, поскольку предприятие «Смарт-Холдинг» прекратило финансирование команды, после чего владелец клуба Вадим Новинский сообщил о ликвидации клуба. Фертов стал свободным агентом.

## Карьера за сборную
С 2007 по 2009 года играл в молодёжной сборной Латвия, в которой сыграл 4 матча и забил 1 гол. Дебют за национальную сборную Латвии состоялся 15 ноября 2009 года в товарищеском матче против сборной Гондураса, заменив на 80-й минуте Геннадия Солоницына. Пока в составе «Красно-бело-красных» провёл 26 матчей.

## Достижения

### Клубные
- Чемпион Латвии: 2010
- Обладатель Кубка Латвии: 2012
- Чемпион Балтийской лиги: 2011

### Сборная
- Чемпион Кубка Балтии: 2012, 2014